# Matěj Ryneš
Matěj Ryneš (Horní Planá, 30 maggio 2001) è un calciatore ceco, difensore o centrocampista dello Sparta Praga.

## Caratteristiche tecniche
Gioca come terzino sinistro o esterno sinistro di centrocampo.

## Carriera

### Club
Ryneš è cresciuto nelle giovanili di Slavoj Český Krumlov e Dyn. Č. Budějovice e nel 2017 è stato acquistato dallo Sparta Praga. Ha debuttato in prima squadra il 22 settembre 2021 nell'incontro di Pohár FAČR vinto 3-0 contro il Líšeň, e l'11 maggio 2022 ha giocato il suo primo incontro in 1. liga contro lo Slovácko.
Il 12 agosto 2022 è stato ceduto in prestito allo Hradec Králové. Ha segnato con questa maglia il suo primo gol in massima divisione, il 13 novembre contro lo Slovácko.
Rientrato dal prestito è stato promosso definitivamente in prima squadra ed il 17 gennaio 2024 ha rinnovato il contratto.

### Nazionale
Ha giocato con le nazionali ceche Under-19, Under-20 e Under-21.
Il 7 settembre 2024 esordisce in nazionale maggiore nella sconfitta per 4-1 in Nations League contro la Georgia, in cui è stato sostituito nel primo tempo per infortunio.

## Statistiche
aggiornato al 7 marzo 2024
| Stagione        | Squadra         | Campionato      | Campionato | Campionato | Coppe nazionali | Coppe nazionali | Coppe nazionali | Coppe continentali | Coppe continentali | Coppe continentali | Altre coppe | Altre coppe | Altre coppe | Totale | Totale | Totale |
| Stagione        | Squadra         | Comp            | Pres       | Reti       | Comp            | Pres            | Reti            | Comp               | Pres               | Reti               | Comp        | Pres        | Reti        | Pres   | Reti   |        |
| --------------- | --------------- | --------------- | ---------- | ---------- | --------------- | --------------- | --------------- | ------------------ | ------------------ | ------------------ | ----------- | ----------- | ----------- | ------ | ------ | ------ |
| 2019-2020       | Sparta Praga B  | CFL             | 1          | 0          |                 | -               | -               |                    | -                  | -                  |             | -           | -           | 1      | 0      |        |
| 2020-2021       | Sparta Praga B  | CFL             | 5          | 0          |                 | -               | -               |                    | -                  | -                  |             | -           | -           | 5      | 0      |        |
| 2021-2022       | Sparta Praga B  | FNL             | 23         | 4          |                 | -               | -               |                    | -                  | -                  |             | -           | -           | 23     | 4      |        |
| 2021-2022       | Sparta Praga    | 1L              | 1          | 0          | CRC             | 3               | 0               | UECL               | 0                  | 0                  |             | -           | -           | 4      | 0      |        |
| ago. 2022       | Sparta Praga    | 1L              | 0          | 0          | CRC             | 0               | 0               | UECL               | 1                  | 0                  |             | -           | -           | 1      | 0      |        |
| 2022-2023       | Hradec Králové  | 1L              | 25         | 3          | CRC             | 2               | 0               |                    | -                  | -                  |             | -           | -           | 27     | 3      |        |
| 2023-2024       | Sparta Praga B  | FNL             | 1          | 0          |                 | -               | -               |                    | -                  | -                  |             | -           | -           | 1      | 0      |        |
| 2023-2024       | Sparta Praga    | 1L              | 16         | 1          | CRC             | 3               | 0               | UCL+UEL            | 0+6                | 0                  |             | -           | -           | 25     | 1      |        |
| Totale carriera | Totale carriera | Totale carriera | 72         | 8          |                 | 8               | 0               |                    | 7                  | 0                  |             | -           | -           | 87     | 8      |        |

## Palmarès

### Club

#### Competizioni nazionali
- Campionato ceco: 1

Sparta Praga: 2023-2024
- Coppa della Repubblica Ceca: 1

Sparta Praga: 2023-2024